# Aérodrome de Cazères - Palaminy
L’aérodrome de Cazères - Palaminy (code OACI : LFJH) est un aérodrome agréé à usage restreint, situé sur la commune de Palaminy à 3 km à l’ouest de Cazères dans la Haute-Garonne (région Midi-Pyrénées, France).
Il est utilisé pour la pratique d’activités de loisirs et de tourisme (aviation légère).

## Histoire
Un demi-siècle plus tôt, des aviateurs se mettait en quête d'un terrain susceptible d'accueillir leur activité. Ces pionniers passaient leur brevet de pilote à l'aérodrome de Saint-Girons - Antichan. Ils trouvaient un allié de poids en la personne de Christian de Palaminy (1905-1976), lui-même pilote dans l'Armée de l'air. Celui-ci acceptait de mettre un terrain à la disposition du nouvel aéro-club. Il a fallu néanmoins aménager ce qui n'est à l'origine qui vaste étendue de genêts. Toutes les bonnes volontés et contributions diverses étaient utilisées.

### Deux pionniers
Paul Ferré et Gilbert Marrast (tous deux disparus aujourd'hui) créaient ce qui est toujours l'aéro-club actuel. Paul Ferré, qui permet financièrement l'achat du premier avion, en sera le président durant 33 ans. Amédée Escoda, artisan de l'achat de la piste à la famille de Palaminy, lui succède. Vient ensuite Gilbert Marrast qui, durant son mandat de président, mettra en œuvre le hangar actuel. Parti trop tôt, en novembre 1999, Daniel Valadier le remplace en 2000 assurant la mise en pratique des nouvelles directives européennes.

## Installations
L’aérodrome dispose d’une piste en herbe orientée est-ouest (09/27), longue de 880 m et large de 50.
L’aérodrome n’est pas contrôlé. Les communications s’effectuent en auto-information sur la fréquence de 123,500 MHz.

## Activités
- Aéroclub de Palaminy - Cazères